# Xúc tiến chéo
Xúc tiến chéo là một hình thức xúc tiến trong marketing nơi mà khách hàng của một sản phẩm hay dịch vụ được nhắm đến với chương trình xúc tiến của một sản phẩm có liên quan. Một ví dụ điển hình là marketing truyền thông chéo của một nhãn hiệu, ví dụ Oprah Winfrey quảng bá trên chương trình truyền hình những quyển sách, tạp chí và website của bà. Xúc tiến chéo có thể bao gồm 2 hoặc nhiều công ty làm việc với nhau để quảng bá một sản phẩm hay dịch vụ, theo một cách có lợi cho cả đôi bên. Ví dụ, một mạng di động có thể làm việc với một ca sĩ nhạc pop và lấy một vài bài hát của họ để đặt làm nhạc chuông độc quyền; quảng bá những bài nhạc chuông này có thể đem lại lợi ích cho nhà mạng lẫn nghệ sĩ Một số công ty lớn, ví dụ Buger King, có một lịch sử lâu dài sử dụng xúc tiến chéo với một loạt các đối tác (xem quảng cáo Burger King). Kênh Disney Channel cũng đã sử dụng xúc tiến chéo rộng rãi. Sản phẩm ăn theo phim là những ví dụ tốt về xúc tiến chéo. Đôi khi, việc lên kế hoạch xúc tiến chéo tồi tệ có thể phản tác dụng một cách kinh khủng.  
Co-marketing và co-branding là những trường hợp đặc biệt của xúc tiến chéo.

## Lợi thế của xúc tiến chéo
- Chi phí thấp
- Có lợi cho đôi bên hợp tác
- Xúc tiến chéo là một trong những chiến lược marketing dễ thực hiện và thường đem lại hiệu quả cao
- Cả hai doanh nghiệp có thể xúc tiến cùng lúc

## Xúc tiến chéo trong truyền thông
Một nghiên cứu năm 2001 của Project for Excellence in Journalism phát hiện ra rằng các hãng thông tấn ở Hoa Kỳ có xu hướng đưa hàng hóa hay dịch vụ của công ty mẹ của họ với tần suất cao hơn hẳn những thứ khác.